# Bracon vau
Bracon vau är en stekelart som beskrevs av William Harris Ashmead 1905. Bracon vau ingår i släktet Bracon och familjen bracksteklar. Inga underarter finns listade.